# الرحيبات
الرحيبات هي إحدى المدن الليبية الواقعة بجبل نفوسة ليبيا. جنوب غرب العاصمة طرابلس تبعد عنها حوالي 184 كيلو متر. 
ومن أهم الأماكن التي تؤدي إلى الرحيبات شليوني بازينه وشليوني الشياب.
وتتكون مدينة الرحيبات من حوالي 13 قرية. وهي كالتالي:
الخربة (المركز) عرب، قرية أولاد عطية والحمامصة (عرب وأمازيغ)، قرية أولاد أبوجديد أمازيغ ومن أشهر وأكبر العائلات لي قرية أولاد أبو جديد عائلة العزابي وعائلة المالطي، قرية الحمران ((إيمرساون)) أمازيغ وقرية القطع عرب، قرية ميتيون أمازيغ وقرية الندوة عرب. وقرية الــــكـــرومـــة عرب، ونزيرف (الباشنة) أمازيغ وعرب، وقرية الفياصلة والقطارسة (عرب وأمازيغ)، وقرية جيطال أمازيغ وعرب، ومن أشهر العائلات في قرية جيطال عائلة الواعر وعائلة أبومنيجل، وقرية الشياب عرب، وقرية السلامات عرب، وقرية القنافيذ عرب.
بمدينة الرحيبات 14 مدرسـة وعدد 4 ثانويات تخصصية وعدد 5 مراكز لتحفيظ القرآن، كما يوجد بها نادي وساحة شعبية. أما قطاع الصحة والضمان الاجتماعي فيحتوي مستشفى قروي واحد وثماني مستوصفات قرويـة ومبنى استثماري ضماني. أما سكانها يتحدثون العربية والأمازيغية.

## قطاع الزراعة والثروة الحيوانية
تشتهر الرحيبات بزراعة الحبوب وتعتمد على الأمطار ومياة الآبار تمتلك مساحات واسعة في أرض غدو الخصبة والظاهر كما يشتهر سكانها برعاية الأغنام والإبل.
يوجد بها مستوصفين بيطريين وثلاثة أبيار رعوية وجمعيتين زراعيتين وأخرى لمربي الحيوانات، الجدير بالذكر إنه هناك خط تغذية لمياه النهر الصناعي قد وصل لمنطقة الرحيبات وينتظر بداية الضخ عبره إلى منطقة الرحيبات من خزان أبوزيان حيث أن أكبر خزان لهذا الخط يقع في منطقة الرحيبات حيث تصل سعة الخزان إلى 27 ألف متر مكعب من المياه.

## قطاع الصناعة والطاقة
يوجد بالرحيبات عدد 5 مخابز أقدمها مخبز محمد الزواري ومخبز العبرود والجريبي والأشتر وآخرهم في قرية الفياصلة محطة وقود واحدة ومركز لتوزيع إسطوانات الغاز ومكتب خدمات الكهرباء ويجري العمل الآن على استكمال وافتتاح محطة التحويل الجديدة بمنطقة أولاد أبوجديد وعدد 37 تشاركية صناعية وتعتبر الرحيبات من مدن جبل نفوسة المنتجة لزيت الزيتون وتشتهر كذلك بالتين (الكرموس) ويتم بها زراعة الشعير والحبوب ولكن بكميات قليلة.

## قطاع الأقتصاد والتجارة
عدد الأسواق بالرحيبات سوق شعبي واحد وأسبوعي يـوم الأحد (سوق الأحد) وعدد 18 جمعية استهلاكية كما يوجد عدد من المحلات التجارية الصغيرة وبعض السوبر ماركات وعدد من المقاهي والمطاعم وتتركز أغلبية المحلات التجارية والمطاعم في قرية الخربة لما لها من موقع مميز كذلك يوجد بالمنطقة مصرف واحد هو مصرف الجمهورية (العملة الصعبة لمدير الصرف والموظفين فقط).

## السياحة
- تعتبر نانا تالا «عين أم القرب» من العيون المشهورة في منطقة الجبل الغربي، وأيضا من أهم معالمها تواجد القصور والمباني والمنازل قديمة في مختلف القرى مثلاً جامع العزابي سالم وجامع الشيخ صدقة وهو أقدم زاوية لتعليم القرآن جامع سليمان الإينري الموجود بالحمماصة وجامع ابن المؤمن وجامع إمحمد أبو الخيرات الأندلسي وجامع جدي علي وجامع إيمرساون وجامع البشرية بقرية الشياب وجوامع أخرى، والخنقة والقطار كما تحتوي الرحيبات على كثير من القرى والمعاصر والمنازل القديمة المهجورة من العهد العثماني أي حوالي القرن ونصف القرن.